# Aspettami stasera
Aspettami stasera (Meet Me After the Show) è un film del 1951 diretto da Richard Sale.
È una commedia musicale statunitense con Betty Grable, Macdonald Carey e Rory Calhoun.

## Produzione
Il film, diretto da Richard Sale su una sceneggiatura di Mary Loos e dello stesso Sale con il soggetto di Scott Darling e Erna Lazarus, fu prodotto da George Jessel per la Twentieth Century Fox con un budget stimato in 1.825.000 dollari. Il titolo di lavorazione fu Don't Fence Me In.

## Distribuzione
Il film fu distribuito con il titolo Meet Me After the Show negli Stati Uniti dal 15 agosto 1951 al cinema dalla Twentieth Century Fox.
Altre distribuzioni:
- in Svezia il 15 ottobre 1951 (Vi ses i Miami)
- in Finlandia il 30 maggio 1952 (Tapaamme Miamissa)
- nelle Filippine il 24 giugno 1952
- in Portogallo il 3 novembre 1952 (Espera-me à Saída)
- in Turchia nel febbraio del 1954 (Revüler Kraliçesi)
- in Grecia (Perimene me ta mesanyhta)
- in Italia (Aspettami stasera)

## Critica
Secondo il Morandini il film merita la visione nonostante non sia tra i più noti della Grable. Secondo Leonard Maltin il film è un "musical che non si distingue e manca dello slancio" che caratterizza le altre produzioni interpretate dalla Grable.